# Ключинский, Викентий
Вике́нтий Ключинский (пол. Wincenty Kluczyński; 30 сентября 1847, Шарковщина — 10 февраля 1917, Алупка) — российский католический епископ, тринадцатый архиепископ могилёвский.

## Биография
Родился в 1847 году, окончил Виленскую семинарию, продолжил образование в Санкт-Петербургской духовной академии, которую закончил со степенью магистра богословия. 30 сентября 1871 года рукоположен в священники, после чего служил профессором Виленской семинарии.
В 1905 году получил в Риме степень доктора богословия, затем переехал в Санкт-Петербург, где стал членом духовной коллегии. В 1907 году приехал в Рим посланником российского императорского двора и передал Святому Престолу неканоничное требование российских властей о замене виленского епископа Эдварда фон Роппа. Данный эпизод навлёк на Ключинского неудовольствие папы Пия X, который долгое время отказывался посвятить Ключинского в сан епископа. После смерти могилёвского митрополита Аполлинария Внуковского в 1909 году власти России настаивали на назначении его преемником Викентия Ключинского, полагая его фигуру полностью себе лояльной, но папа долгое время отказывался. Лишь 7 апреля 1910 года Пий X согласился на избрание Ключинского новым митрополитом Могилёва. 29 мая 1910 года состоялась его епископская хиротония.
На посту митрополита Ключинский исполнял свои обязанности усердно, однако не смог решить ряд острых проблем, возникших в церковно-государственных отношениях. Продолжались преследования грекокатоликов, возник конфликт вокруг смешанных православно-католических браков. Ходатайства архиепископа, как правило, российскими властями игнорировались.
25 июля 1913 года подал прошение об отставке, отставка было удовлетворена 4 июня 1914 года в Риме и, позднее, также императором Николаем II. После отставки был назначен титулярным епископом Филипполийским. Последние годы жизни провёл в Алупке.
Умер 10 февраля 1917 года. Был похоронен в Санкт-Петербурге в крипте храма Посещения Девой Марией св. Елизаветы, но в 1927 году его останки были перенесены в кафедральный собор в Вильно.